# Blood Red Angel
Blood Red Angel war eine deutsche Thrash-Metal-Band aus Krefeld, die im Januar 1999 gegründet wurde.

## Geschichte
Blood Red Angel wurde 1999 um die vormaligen Vernissage-Musiker Klaus Spangenberg, Bernd Groß, Jens Pesch und Robert Balner gegründet. Im gleichen Jahr stieg auch Schlagzeuger Philip Schmidt ein. Zusammen mit ihm veröffentlichte die Band ein unbetiteltes Demo mit fünf Liedern, das der Band schließlich auch einen Plattenvertrag bei Gutter Records einbrachte. Adran Ricci ersetzte jedoch kurz darauf Schmidt am Schlagzeug. Es folgte das Debütalbum The Language of Hate und eine Minitour. Bereits 2001 folgte das Album The State of Insanity. Robert Balner und Adriano Ricci stiegen im selben Jahr aus. Während Jens Sonntag direkt als Gitarrist einstieg, wurde für das Schlagzeug zunächst kein Ersatz gefunden. 2002 tourte die Band mehrfach durch Deutschland, aber auch in Belgien und den Niederlanden. Am Schlagzeug halfen Martin Below (Aardvarks) und Andre Schwalbe aus.
2003 fanden Blood Red Angel mit Andreas Danner einen neuen Schlagzeuger und unterschrieben bei Supreme Chaos Records. 2004 erschien das dritte Album Crime Entertainment. Danach verlor die Band ihren Deal und veröffentlichte ein Jahr später eine Promo, die ebenfalls zum Download angeboten wurde.
2008 erschien das bisher letzte Album Abyssland über den Twilight Vertrieb. 2010 löste sich die Band auf.

## Stil
Blood Red Angel bezeichnen ihren Stil scherzhaft als „Rhine-Area Thrash“ in Anlehnung an den Bay Area Thrash aus San Francisco. Die Haupteinflüsse kommen dementsprechend auch von Bands wie Testament, Grip Inc., Kreator, Overkill, Forbidden, Slayer und Exodus. Aber auch ganz andersartige Einflüsse werden integriert.

## Diskografie
- 1999: Blood Red Angel (Demo)
- 2000: The Language of Hate (Gutter Records)
- 2001: The State of Insanity (Gutter Records)
- 2004: Crime Entertainment (Supreme Chaos Records)
- 2005: Promo 2005 (Eigenvertrieb)
- 2008: Abyssland (Twilight Vertrieb)